# Kaktuszszamóca

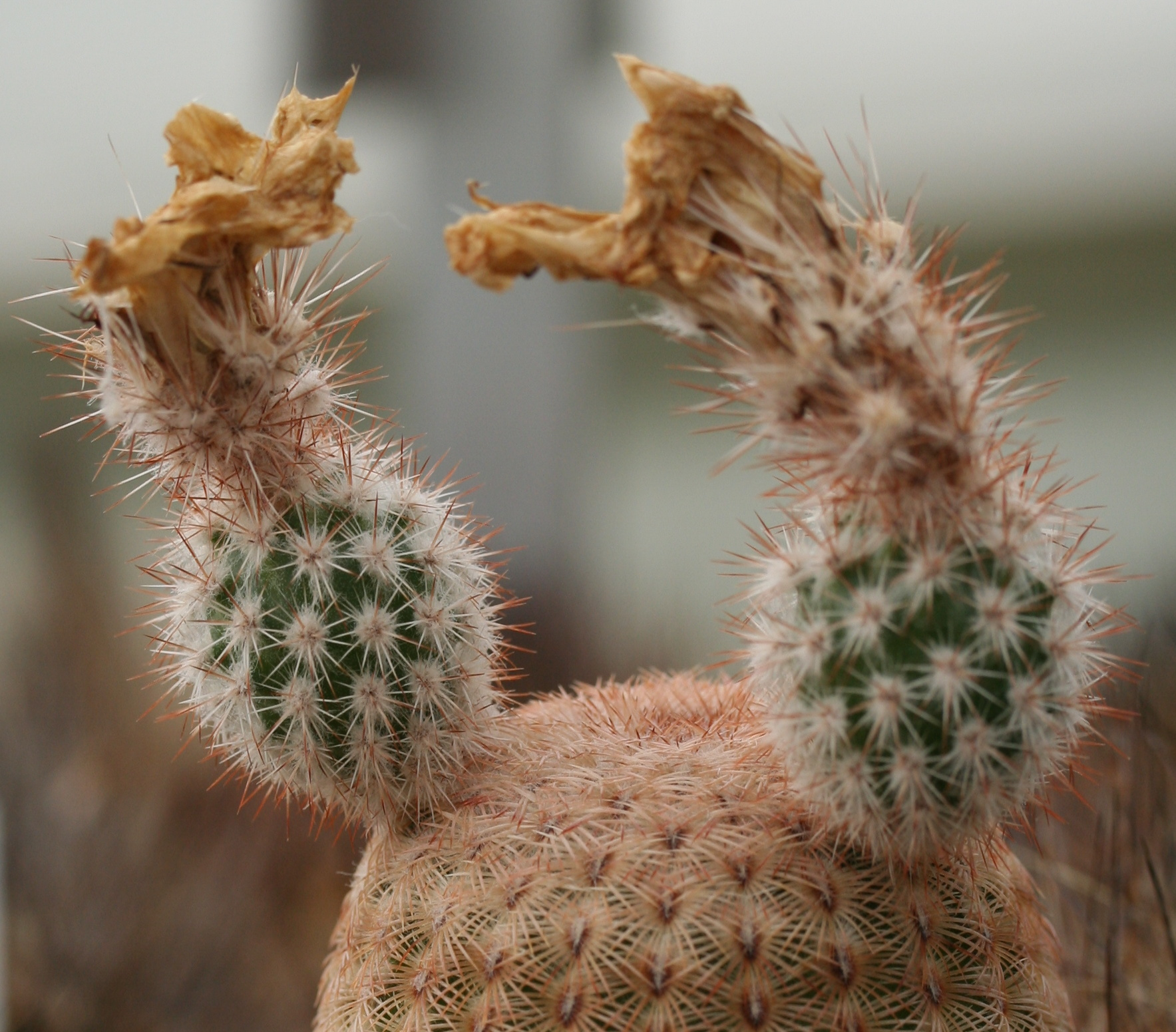
Echinocereus rigidissimus ssp. rubispinus termései az elszáradt virágmaradványokkal

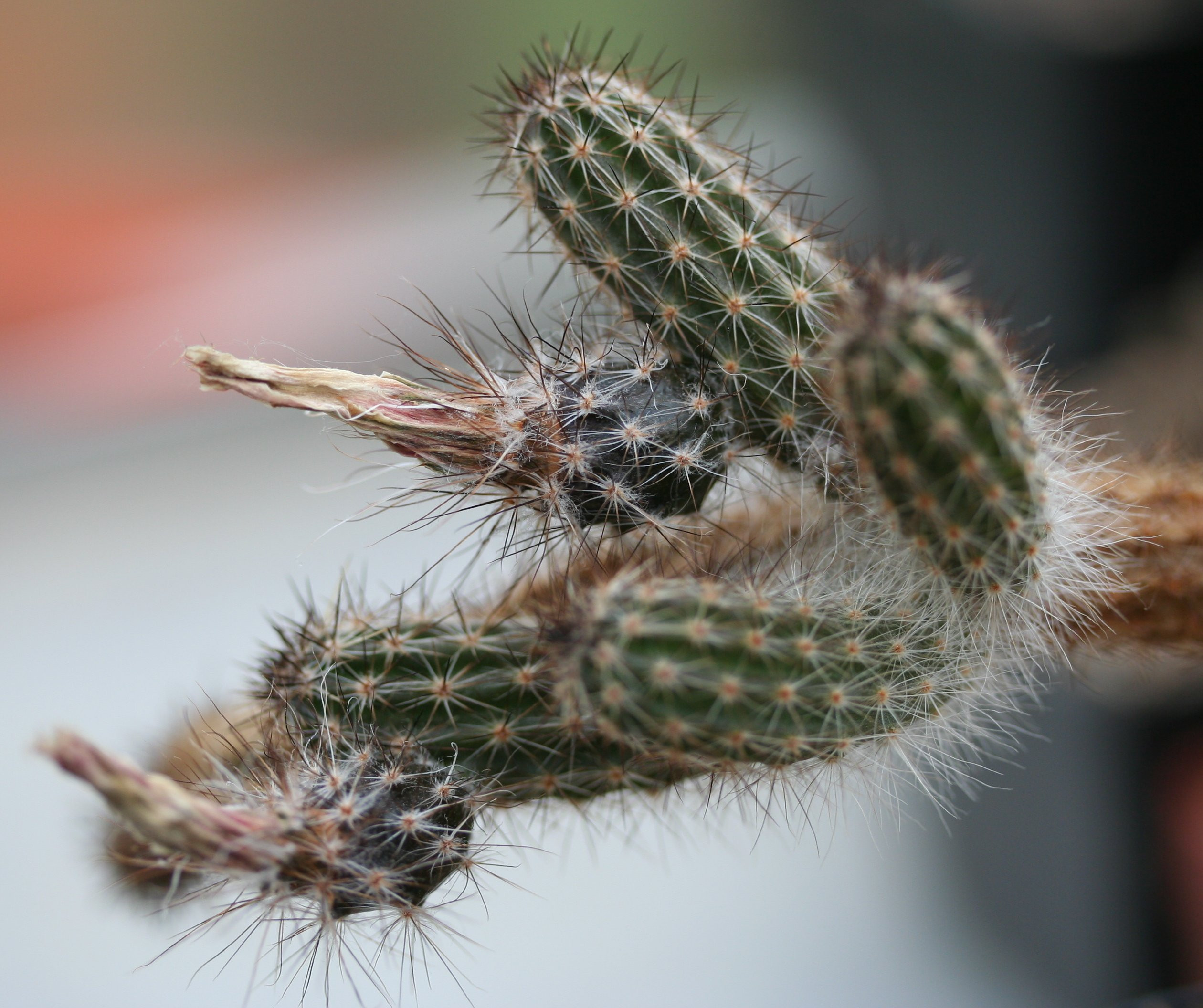
Echinocereus schmollii (Wilcoxia schmollii) termései az elszáradt virágmaradványokkal

A kaktuszszamóca némely töviskaktusz (Echinocereus) fajok ehető termése, a kaktuszgyümölcsök egyik típusa. Egyes fajok termése rendkívül ízletes, másoké különböző okokból csak korlátozottan fogyasztható.

## Fajtái

### Echinocereus dasyacanthus
Amint erre magyar neve is utal, a texasi szivárványkaktusz (Echinocereus dasyacanthus) az USA Texas államában honos; ott rendszerint  „szivárványos sündisznó” (rainbow hedgehog) néven említik. A sötétzöldtől barnásig változó színű, lédús, gömbölyded gyümölcsök alakja és íze is a szamócáéra emlékeztet;, a magvai is aprók. Az érett termés héja felreped.

### Echinocereus engelmannii
Az Engelmann-sünkaktusz (Echinocereus engelmannii) piros, 3 cm hosszú, 2,5 cm átmérőjű tojásdad gyümölcseiben sok apró, barna magot találunk. A lédús gyümölcs kellemes ízű és illatú.

### Echinocereus triglochidiatus
A borvörös töviskaktusz (Echinocereus triglochidiatus) gyümölcse gömbölyded vagy tojásdad, alig 2,5×2 cm-es; éretten felhasad. A piros vagy bíborvörös lédús termések nemcsak látványosak, de finomak is. Ez a kaktusz rendkívül hidegtűrő, többnyire Magyarországon is áttelel. Nálunk május végén virágzik.

### Echinocereus subinermis
Ennek a fajnak a gyümölcse is kellemes illatú, de az eddig sorolt fajokénál kisebb élvezeti értékű, mert a szájban kesernyés utóízt hagy.

### Echinocereus viereckii
Az Echinocereus viereckii subsp. morricallii érett gyümölcse könnyen leválik a szárról. Ahogy beérik, célszerű leszedni, mert a túlérés, aszalódás jelei már pár nap múlva feltűnnek: héján rothadásszerű barna foltok jelennek meg, majd a termés teljesen összeszikkad anélkül, hogy burka felrepedne.
A közepes szőlőszem vagy átlagos egresbogyó méretű, tojásdad termés eleinte világoszöld, éretten halvány zöldessárga, kimondottan tetszetős. Az elszáradt virágmaradvány a termésen marad. A gyümölcs külső felületét mintegy 20 töviscsomó védi, de ezek — akárcsak a a virágmaradvány — egy ecsettel könnyen leválaszthatók. Az areolák helyén pontszerűen pöttyök maradnak vissza. A héjon pici (kb. 1 mm széles és hosszú) pikkelyek is fejlődnek; minden töviscsomóhoz tartozik egy. Ha ezeket is eltávolítjuk, a gyümölcs héjastól ehető. A héj is kitűnő ízű, könnyen rágható.
A gyümölcs szürkésfehér, áttetsző pulpája lédús, a szőlőéhez hasonlóan kocsonyás. A viszonylag intenzív édes íz mellett kellemesen savanykás, aromája kissé a szamóca és a kivi keverékére emlékeztet némi vadgyümölcs utóízzel. A kb 50, kb. 0,5 mm átmérőjű, sötétbarna, gömbölyded egyenletesen oszlik meg a gyümölcsben, és szétrágva sem rontja annak ízét.